# 藤島宇内
藤島 宇内（ふじしま うだい、1924年4月7日 - 1997年12月2日）は、日本の詩人、評論家。
兵庫県出身。慶應義塾大学卒。在学中から「三田文学」「歴程」に参加。1951年詩集「谷間より」を発表。ルポライターとして沖縄、在日朝鮮人、被差別部落などを扱う。
藤岡信勝は、藤島が「朝鮮人強制連行」という造語の生みの親であると主張している。

## 著書
- 谷間より 能楽書林、1951.
- もしも美しいまつ毛の下に 現代を創る若人の詩と生活 中央公論社、1956.
- 日本の民族運動 弘文堂、1960.
- 迫害される教育 外国人学校制度と在日朝鮮人の民族教育 社会新報、1967.
- 第三次日米安保体制の開幕 太平出版社、1970.
- 軍事化する日米技術協力 日米ハイテク摩擦と協力 未来社、1992.1.

## 共編著
- 日本を創る表情 ルポルタージュ ヒロシマから沖繩まで 丸山邦男、村上兵衛共著 弘文社, 1959.
- 日韓問題を考える 斉藤孝共編 太平出版社、1965. シリーズ・日本と朝鮮
- 現代朝鮮論 畑田重夫共編 勁草書房、1966. AA叢書
- 民族教育 日韓条約と在日朝鮮人の教育問題 小沢有作共著 1966. 青木新書
- 日本 内への差別外への侵略 西順蔵,菅沼正久共著 叢書現代のアジア・アフリカ. 10 三省堂、1972.
- 鬼窩山戦争 藤島宇策共著. 大和書房、1975.
- 今日の朝鮮 編. 三省堂、1976.
- 朝鮮の統一と人権 上田誠吉共編著. 合同出版、1976.
- 告発 金大中事件 国民法廷の記録 編. 晩声社、1977.12.